# Noong Bua
Noong Bua là một phường thuộc thành phố Điện Biên Phủ, tỉnh Điện Biên, Việt Nam.

## Địa lý
Phường Noong Bua có vị trí địa lý:
- Phía đông giáp huyện Điện Biên
- Phía tây giáp phường Tân Thanh và phường Mường Thanh
- Phía nam giáp phường Nam Thanh và huyện Điện Biên Đông
- Phía bắc giáp phường Him Lam và xã Thanh Minh.

Phường Noong Bua có diện tích 3,31 km², dân số năm 2022 là 6.809 người, mật độ dân số đạt 2.057 người/km².

## Hành chính
Phường Noong Bua được chia thành 10 tổ dân phố và 3 bản.

## Lịch sử
Ngày 18 tháng 4 năm 1992, xã Noong Bua thuộc thị xã Điện Biên Phủ, tỉnh Lai Châu mới thành lập.
Ngày 26 tháng 9 năm 2003, Chính phủ ban hành Nghị định số 110/2003/NĐ-CP thành lập phường Noong Bua thuộc thành phố Điện Biên Phủ trên cơ sở toàn bộ diện tích tự nhiên và dân số của xã Noong Bua.
Phường Noong Bua có 1.800 ha diện tích tự nhiên và 5.200 nhân khẩu.
Ngày 16 tháng 4 năm 2009, thành lập xã Tà Lèng trên cơ sở điều chỉnh 1.536,29 ha diện tích tự nhiên và 2.500 nhân khẩu của phường Noong Bua.
Sau khi điều chỉnh địa giới hành chính, phường Noong Bua còn lại 324,36 ha diện tích tự nhiên và 4.565 nhân khẩu.
Ngày 26 tháng 8 năm 2019, HĐND tỉnh Điện Biên ban hành Nghị quyết số 124/NQ-HĐND về việc:
- Sáp nhập một phần TDP 4 vào TDP 4 Khe Chít.
- Sáp nhập phần còn lại của TDP 4 vào TDP 5.
- Sáp nhập một phần TDP 7 vào TDP 6
- Sáp nhập TDP 8 vào phần còn lại của TDP 7.
- Thành lập TDP 8 trên cơ sở TDP 9 và một phần của TDP 10.
- Thành lập TDP 9 trên cơ sở TDP 11 và phần còn lại của TDP 10.
- Thành lập TDP 10 trên cơ sở TDP 12 và phần còn lại của TDP 7.